# Schneidefeder
Eine Schneidefeder (auch Impffeder) ist eine Klinge, die, in einen Federhalter gesteckt, diesen zu einem Schneidewerkzeug für Papier, Leder oder Ähnliches macht. Im 21. Jahrhundert ist die Schneidefeder als Werkzeug zwar noch nachweisbar aber nur noch wenig verbreitet.

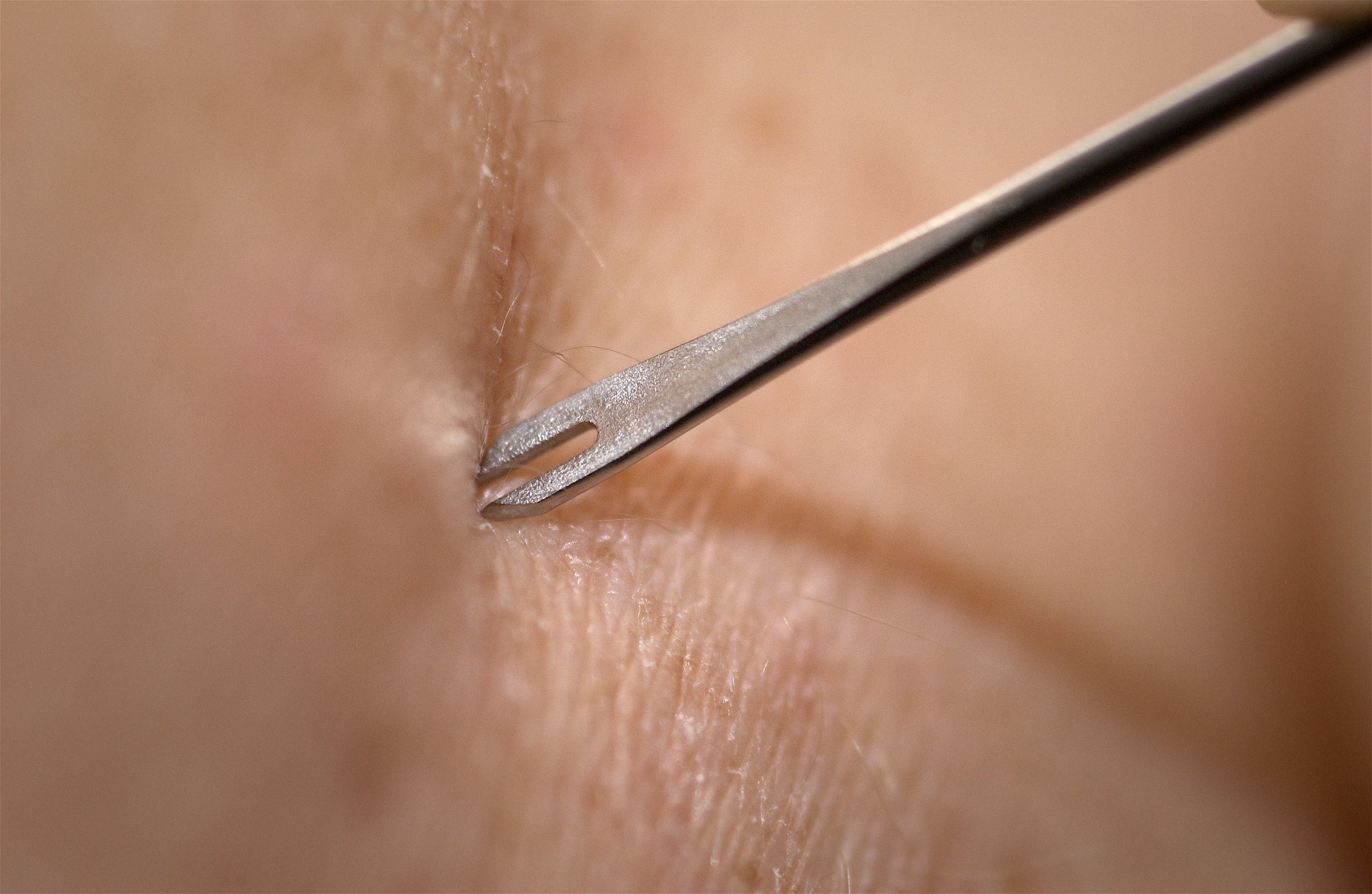
Impffeder im 21. Jahrhundert

Der Name „Feder“ ist dabei ein wenig irreführend, da es sich um keine Feder im eigentlichen Sinne handelt, er ist vielmehr über eine gewisse Ähnlichkeit zu Aussehen und Verwendung der Schreibfeder im Federhalter zu erklären. Ursprünglich wurde die Klinge als Impffeder genutzt; späteren Gebrauch findet bzw. fand die Schneidefeder etwa im Buchbinderhandwerk, beim Beschneiden von Photos, bei Bastelarbeiten oder im Modellbau. Sie erlaubt durch ihren lanzenförmig zulaufenden Kopf vergleichsweise genaueres und bequemeres Arbeiten als die mit Abbrechklingen versehenen Cutter oder Abbrechmesser. Nachteilig gegenüber den Abbrechmessern sind allerdings vergleichsweise höhere Kosten, da die Schneidefeder aufwendiger gearbeitet ist und beim Erstumpfen infolgedessen entweder neu geschliffen oder ersetzt werden muss.